# Tytan Pokrowśke
Tytan Pokrowśke (ukr. Міні-футбольний клуб «Титан» Покровське, Mini-Futbolnyj Kłub "Tytan" Pokrowśke) – ukraiński klub futsalu, mający siedzibę w mieście Pokrowśke, w obwodzie dniepropetrowskim. Od sezonu 2014/15 występuje w futsalowej Ekstra-Lidze Ukrainy.

## Historia
Chronologia nazw:
- 1999: Tytan-Zoria Pokrowśke (ukr. «Титан-Зоря» Покровське)
- 2017: Tytan Pokrowśke (ukr. «Титан» Покровське)

Klub futsalowy Tytan-Zoria Pokrowśke został założony w Pokrowśkem w 1999 roku z inicjatywy obecnego Prezesa klubu. Zawodnikami klubu zostali wychowankowie miejscowej Szkoły Sportowej. W 2002 klub przystąpił do rozgrywek Pierwszej Ligi. W sezonie 2010/11 zespół zajął trzecie miejsce w grupie wschodniej pierwszej ligi. W sezonie 2011/12 zakwalifikował się do finału pierwszej ligi. W sezonie 2012/13 klub otrzymał zaproszenie do Ekstra-ligi, ale z powodu konfliktu z Ukraińskim Stowarzyszeniem Futsalu zrezygnował z propozycji. W sezonie 2014/15 roku zespół przystąpił do rozgrywek Ekstra-ligi, gdzie zajął końcowe piąte miejsce. Latem 2017 klub zmienił nazwę na Tytan Pokrowśke. W sezonie 2017/18 osiągnął swój największy sukces, zdobywając brązowe medale mistrzostw Ukrainy.
Obecnie gra w najwyższej klasie rozgrywek ukraińskiego futsalu. Jednak 18 kwietnia 2019 klub ogłosił o zrezygnowaniu z dalszych rozgrywek.

## Barwy klubowe
| Błękitny | Żółty | Niebieski |

## Sukcesy

### Trofea międzynarodowe
Nie uczestniczył w rozgrywkach europejskich (stan na 31-05-2018).

### Trofea krajowe
| \| \| Zdobyte trofea w rozgrywkach Ukrainy (stan na: 31-05-2018) \| |                                                            |      |          |
| Rozgrywki                                                           | Osiągnięcie                                                | Razy | Sezon(y) |
| · Mistrzostwo                                                       | I miejsce                                                  | 0    |          |
| · Mistrzostwo                                                       | II miejsce                                                 | 0    |          |
| · Mistrzostwo                                                       | III miejsce                                                | 1    | 2017/18  |
| Puchar                                                              | zdobywca                                                   | 0    |          |
| Puchar                                                              | finalista                                                  | 0    |          |
| Puchar                                                              | półfinalista                                               | 1    | 2016/17  |
| II liga                                                             | I miejsce                                                  | 0    |          |
| II liga                                                             | II miejsce                                                 | 0    |          |
| II liga                                                             | III miejsce                                                | 0    |          |
| Ukraina                                                             | Zdobyte trofea w rozgrywkach Ukrainy (stan na: 31-05-2018) |      |          |

## Piłkarze i trenerzy klubu

### Trenerzy
...
 Ołeksandr Juzyk (20??–201?)
...
 Witalij Sołomka (2010–2015)
 Eduard Kulik (2015–201?)
 Pawło Piczkurow (2017–201?)
 Dmytro Kameko (201?–201?)
 Bohdan Swiridow (2019–obecnie)

## Struktura klubu

### Stadion
Klub rozgrywa swoje mecze domowe w Hali Kompleksu Sportowego Junist' w Pokrowśkem. Pojemność: 1000 miejsc siedzących.

### Sponsorzy
- "Zoria" - przedsiębiorstwo rolnicze w obwodzie dniepropetrowskim